# Regina (Nuevo México)
Regina es un lugar designado por el censo ubicado en el condado de Sandoval en el estado estadounidense de Nuevo México. En el Censo de 2010 tenía una población de 105 habitantes y una densidad poblacional de 5,55 personas por km².

## Geografía
Regina se encuentra ubicado en las coordenadas 36°11′42″N 106°56′45″O / 36.19500, -106.94583. Según la Oficina del Censo de los Estados Unidos, Regina tiene una superficie total de 18.93 km², de la cual 18.82 km² corresponden a tierra firme y (0.57%) 0.11 km² es agua.

## Demografía
Según el censo de 2010, había 105 personas residiendo en Regina. La densidad de población era de 5,55 hab./km². De los 105 habitantes, Regina estaba compuesto por el 85.71% blancos, el 0% eran afroamericanos, el 2.86% eran amerindios, el 0% eran asiáticos, el 0% eran isleños del Pacífico, el 7.62% eran de otras razas y el 3.81% pertenecían a dos o más razas. Del total de la población el 24.76% eran hispanos o latinos de cualquier raza.